# Distorsionella pseudaphera
Distorsionella pseudaphera is een slakkensoort uit de familie van de Thalassocyonidae. De wetenschappelijke naam van de soort is voor het eerst geldig gepubliceerd in 1998 door Beu.